# 孟用潜
孟用潜（1905年—1985年8月8日），原名孟坚，男，直隶（今河北）深县人，中华人民共和国政治人物，中国共产党党员。

## 生平

### 早年生涯
1924年，孟用潜毕业于燕京大学经济系。早年投身革命。中国国民党清党后，奉派来到福建，任青年团福建省委书记。1928年春，当选为福建省参加中共六大的两名代表之一。中共六大期间，曾任组织委员会、宣传委员会、青年委员会、职工委员会、土地委员会、苏维埃委员会的委员。会后赴满洲，担任中共满州省委组织部长，协助中共满州省委书记刘少奇工作。在满洲工作期间，孟用潜曾两次被捕，一次是中东路事件期间和刘少奇配合苏联军队对华军事行动，一次是和陈潭秋。他们在监狱中未屈服，两次均由中共党组织营救出狱。
1932年8月，中共中央指定杜衡为红二十六军政委，仍任中共陕西省委委员；派孟坚（孟用潜）来陕西接替杜衡担任中共陕西省委书记。孟用潜奉派赴西安就任。1933年，调往北平、天津地区工作，曾代理中共河北省委书记。

### 供销合作事业
抗日战争时期，孟用潜积极参与宋庆龄、路易·艾黎等人发起成立的工业合作协会组织，在山西、河北地区活动，组织工人生产自救并从事抗日活动。
抗日战争胜利后，孟用潜一度赴上海工作。1948年，奉调回到解放区，任华北供销合作总社主任委员。中华人民共和国成立后，担任中央合作事业管理局局长、全国工商联副主任委员等职务。
1950年毛泽东访问苏联时，斯大林建议中华人民共和国立即任命常驻联合国代表并组建代表团。毛泽东随即指派中共中央政治局委员张闻天为常驻联合国代表和代表团团长，代表团成员还有副团长李一氓、秘书长刘贯一，军事参谋团代表耿飚、托管理事会代表冀朝鼎、经社理事会代表孟用潜，以及陈忠经、钱三强、王铁崖等专员和数十名工作人员。但后来该代表团未能赴联合国，代表团遂解散，孟用潜仍任原职。
1950年11月起，担任中华全国供销合作总社副主任（主任先由薄一波兼任，后由程子华担任），一直任至1956年上书受到毛泽东批判及免职为止。
1952年4月，在苏联莫斯科召开了国际经济会议，49个国家的工商业者、工会工作者、合作社工作者、经济学家与会。中国代表团团长为中国国际贸易促进会主任南汉宸，团员有章乃器、罗隆基、雷任民、刘子久、孟用潜、陈翰笙等人。
1956年，中华人民共和国实行“统购统销”。当时有许多人对统购统销政策并不支持。孟用潜是其中的代表人物之一。他建议用加强供销合作的方法发展农业，便给中央写了一封信，反映看法。结果，孟用潜被扣上“反对统购统销”的帽子，于1956年4月被免去中华全国供销合作总社副主任的职务，回家待业。直到1957年1月18日，毛泽东还在省市自治区党委书记会议上说，“有些党员，过去各种关都过了，就是社会主义这一关难过。有这样典型的人，薛迅就是一个。她原来是河北省委副书记、副省长。她是什么时候动摇的呢？就是开始实行统购统销的时候。她坚决反对，无论如何要反对。还有一个，就是全国合作总社副主任孟用潜。他上书言事，有信一封，也坚决反对统购统销。”
被免职在家闲居期间，孟用潜常找在中华人民共和国外交部工作的何方聊天。在谈话中，孟用潜并不认为自己有错误，也不同意毛泽东的批评。但他很少提到对毛泽东的批评的意见，而是多次表达对陈云的不满，认为陈云不懂农民及农村经济。

### 外交部任职
此后，中央决定让孟用潜担任南开大学校长，孟用潜不愿去。获悉外交部正筹建国际关系研究所，孟用潜想进该研究所从事研究工作，乃于1957年5月前后请何方帮忙向外交部副部长张闻天反映。当时，张闻天希望开拓并发展中国的国际问题研究工作，在写给中央的报告上说，要“发展国际问题学科和培养国际问题研究干部”。张闻天的计划是创办中国前所未有的专门从事国际问题研究的机构（即国际关系研究所），及相关学校（即日后的外交学院）、出版社（即日后的世界知识出版社）、图书馆（未实现）。此时，孟用潜自愿到国际关系研究所工作，张闻天得知后非常欢迎，当即征得刘少奇同意后，找中共中央组织部部长安子文办理了相关手续。1957年5月7日调动工作，6月5日孟用潜上任，出任国际关系研究所所长。此外，他还兼任中共外交部党委委员、中国人民对外友好协会副会长。1965年，他还当选为第四届全国政协委员。

### 文革迫害
1966年文化大革命刚开始，中共外交部党委（陈毅任党委书记）便抛出了部党委内定的35名“牛鬼蛇神”交给群众批斗，其中包括中共外交部党委成员孟用潜、王炳南、陈家康和许多司、处级干部，同时向部党委认定的与文化关系密切的单位如国际关系研究所、北京外国语学院等单位派出工作组，发动群众对“牛鬼蛇神”进行批斗。
根据部党委的部署，1966年8月，对孟用潜在外交部和他分管的国际关系研究所、世界知识出版社连续三天分别召开批斗大会。第一天的批斗会于1966年8月10日上午在外交部举行，主席台的横幅上写有“声讨反革命修正主义分子孟用潜反党反社会主义反毛泽东思想罪行大会”，主持人为外交部副部长乔冠华，他指着孟用潜说，“今天才知道你是人还是鬼。”安排的发言者有副部长韩念龙、部长助理宦乡、龚澎、工作组组长柳雨峰、副组长王珍等人。开会时，孟用潜被叫至主席台上受批判。台下布置有人领着呼口号。有人突然喊：“孟用潜跪下！”主持人当即责令孟用潜跪下。后来，发言者提到谁，谁就跪到主席台前陪斗。最后国际关系研究所几乎全部领导及业务骨干共19人跪成一排，每人头戴事先准备好的高帽子，手拄两根“哭丧棒”（用白纸糊的木棍）。孟用潜所戴的高帽，四周藏有图钉，戴上去用手按，使孟用潜满头流血。发言完毕后，这些“牛鬼蛇神”在外交部内接受游斗，由站在两旁的群众肆意踢打侮辱。游斗不久，孟用潜便晕倒。这次批斗是外交部在文化大革命中召开的唯一一次带有严重体罚的外交部全体大会，孟用潜也是在外交部全体大会上被斗争最厉害者。此后，孟用潜被关进牛棚，随时被揪斗及审问。
随着刘少奇被隔离看管，孟用潜也于1967年5月22日被中央专案组隔离审查。据孟用潜之女孟苏说，孟用潜是被中华人民共和国公安部（部长谢富治）正式逮捕的。自此，孟用潜便一直关押在监狱，遭到严重的刑讯逼供，要其承认同刘少奇在沈阳被捕后共同叛变。孟用潜拒不承认这种诬陷，前后翻供二十次，遭到残酷折磨，最后变成痴呆，丧失了记忆，生活不能自理，大小便时有失禁。专案组搞出了一个孟用潜对刘少奇在沈阳被捕叛变的“证明”，成为将刘少奇定为叛徒的证据之一。1968年10月召开的中共中央八届十二中全会批准了《关于叛徒、内奸、工贼刘少奇罪行的审查报告》，作出将刘少奇“永远开除出党，撤消其党内外一切职务”的决定。
1978年，孟用潜获得平反，被释放回家。外交部总务司在位于顶银胡同的外交部最差的宿舍里给孟用潜安排了一间小平房。不久，他搬到报房胡同69号外交部宿舍的两居室。据赵韵霭称，这是孟用潜的女婿于光远进行交涉的结果。
1985年8月8日，孟用潜在北京病逝。

## 家庭
- 妻：赵韵霭
- 女：孟苏
- 女：秦**
- 儿：孟昭文
- 儿：孟昭武
- 女婿：于光远，孟苏的丈夫[2]